# TV3CAT
TV3Cat, que fins al dia 28 de maig del 2009 s'anomenà Televisió de Catalunya Internacional (TVCi), és el canal internacional de la Televisió de Catalunya, pertanyent a la Corporació Catalana de Mitjans Audiovisuals (CCMA). Aquest canal emet per Europa a través del satèl·lit Astra i també per Europa i Amèrica pel satèl·lit Hispasat. TV3cat agrupa programes de TV3, El 33, Canal Super3 i 3/24.
Va començar les emissions el diumenge 10 de setembre de l'any 1995 sota el nom de TVC Satèl·lit. L'1 de maig de 2012 tancà les seves emissions per satèl·lit, i potencià les emissions del canal per internet i a través de les xarxes de televisió per cable i ADSL a Espanya.

## Història
Les emissions per satèl·lit de Televisió de Catalunya varen començar en proves els dies 10 i 11 de setembre de 1995 a través dels satèl·lits de l'empresa Eutelsat Hot Bird 1 per a Europa i Intelsat K i Galaxy IV per Amèrica, amb una programació desdoblada per a cada continent. La programació estava gravada amb anterioritat i enviada a Londres per tal d'abaratir costos, a excepció dels Telenotícies i el programa Persones Humanes. Després de considerar les proves com a exitoses, el 23 d'abril de 1996 varen començar les emissions regulars només per a Europa de TVC Satèl·lit, amb una programació inicial de quatre hores diàries al satèl·lit Astra. Aquest canal seguí anomenant-se TVC Satèl·lit fins que va començar a emetre a Amèrica l'11 de setembre de 1998 com a TVC Internacional, a través del satèl·lit Hispasat 1C i amb emissió codificada.
D'una altra banda, el 13 d'octubre de 1997 van començar les emissions de TVC Internacional, amb una programació inicial de 10 hores diàries. Quan el canal va començar a emetre a Amèrica, ambdues versions de TVC Internacional, l'hereva de TVC Satèl·lit (emissió en obert a través d'Hispasat per a Europa) i el nou TVC Internacional (emissió en obert a través d'Astra per a Europa) no emetien la mateixa programació. A més a més, el 31 de desembre de 1996 va començar el canal Galeusca TV (una unió entre ETB, TVG i TVC per emetre a l'Amèrica llatina), que TVC i ETB tancaren per emetre els seus propis canals a través d'Hispasat
Per altra banda, el 15 de setembre de 1997, al mateix temps que Canal Comunitat Valenciana i altres cadenes autonòmiques, varen començar les emissions de TVC Sat, un canal diferent de TVC Internacional i de TVC Satèl·lit (TVC Hispasat) pensat per a la seva difusió a través de la plataforma de televisió de pagament Vía Digital, el qual se centrava més en els catalans que vivien a Espanya o com una multidifusió pels que vivien a Catalunya. Inicialment, comptava amb deu hores diàries de programació i la seva emissió estava codificada. Aquest canal també es va emetre a la TDT des del 1999, juntament amb TV3 i el Canal 33.
El 21 de juliol de 2003, coincidint amb la fusió entre Vía Digital i Canal Satélite Digital, es varen substituir les emissions de TVC Sat per les de TVCi.
Des del 28 de maig de 2009 va canviar el nom a TV3Cat i l'1 de juny de 2009, TV3Cat va començar a emetre a la TDT a les Illes Balears i Pitiüses, al lloc on emetia el canal internacional (amb 30 minuts de diferència) IBSat+30 (reservat per a un segon canal d'IB3). L'emissió de TV3 Cat a la TDT (hereva de TVC Sat) va substituir l'analògic de TV3 tot i que, amb emissió diferent a la versió internacional (hereva de TVC Internacional), ja que emet algunes pel·lícules estrangeres amb drets restringits, encara que no sempre són les mateixes que les de la versió terrestre catalana. L'1 de maig de 2012 va tancar les seves emissions per satèl·lit, mantenint les emissions a les Balears, per cable, per IPTV i potenciant les emissions per internet.

## Logotips

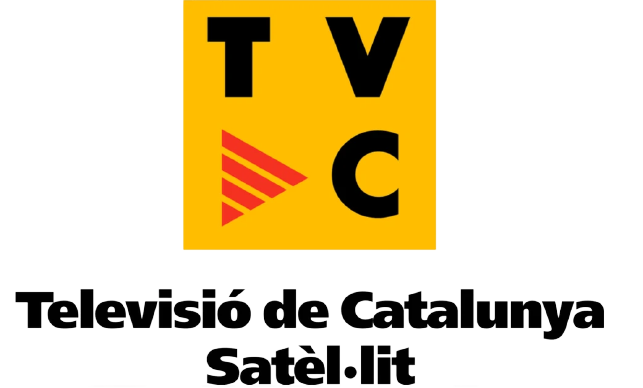
Logotip de TVC Satèl·lit entre el 1995 i el 1998.
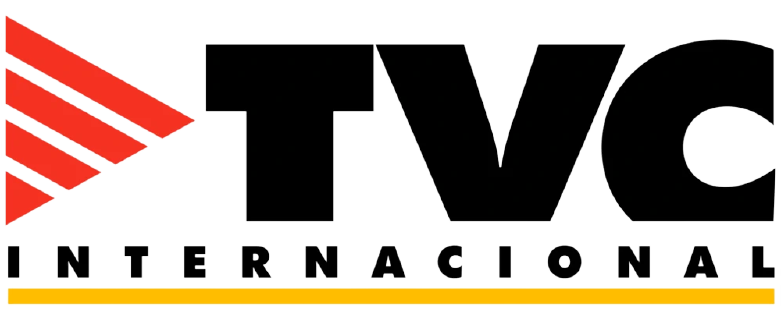
Logotip de TVC Internacional entre el 1997 i el 2001.
Logotip del canal TVCi entre el 2001 i el 2009
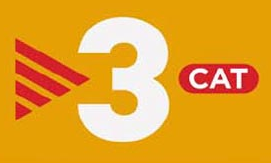
Logotip del canal internacional de Televisió de Catalunya des del 2009

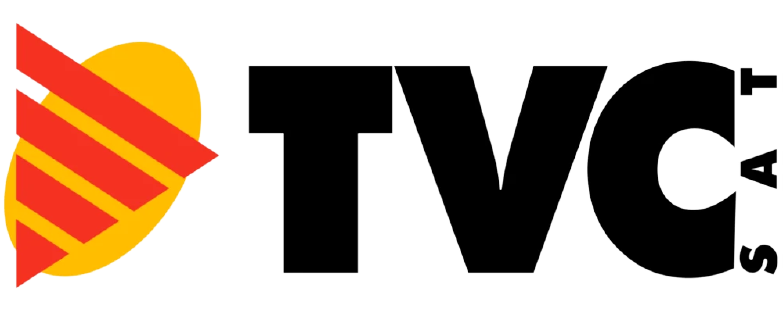
Logotip del canal TVC SAT des del 1997 fins al 2003.